# Список резолюцій Ради Безпеки ООН від 2401 до 2500
Список резолюцій Ради Безпеки ООН від 2401 до 2500 з 24 лютого до сьогодні:
| Резолюція                                              | Дата              | Голоси                                                                             | Тема |
| ------------------------------------------------------ | ----------------- | ---------------------------------------------------------------------------------- | --- |
| 2401                                                   | 24 лютого 2018    | 15–0–0                                                                             | Ситуація на Середньому Сході ( Громадянська війна в Сирії)                                                                              |
| 2402 [Архівовано 18 грудня 2018 у Wayback Machine.]    | 26 лютого 2018    | 15–0–0                                                                             | Поновлення санкцій проти Ємену |
| 2403 [Архівовано 14 вересня 2018 у Wayback Machine.]   | 28 лютого 2018    | Прийнято без голосування                                                           | Дата виборів для заповнення вакансій в Міжнародний суд                                                                                  |
| 2404 [Архівовано 3 січня 2019 у Wayback Machine.]      | 28 лютого 2018    | 15–0–0                                                                             | Ситуація у Гвінеї-Бісау |
| 2405 [Архівовано 3 січня 2019 у Wayback Machine.]      | 8 березня 2018    | 13–0–2 (Утрималися: Велика Британія, США)                                          | Ситуація в Афганістані |
| 2406 [Архівовано 3 січня 2019 у Wayback Machine.]      | 15 березня 2018   | 15–0–0                                                                             | Звіти Генерального секретаря про Судан і Південний Судан                                                                                |
| 2407 [Архівовано 27 грудня 2018 у Wayback Machine.]    | 21 березня 2018   | 15–0–0                                                                             | Нерозповсюдження (Корейська Народно-Демократична Республіка)                                                                            |
| 2408 [Архівовано 7 січня 2019 у Wayback Machine.]      | 27 березня 2018   | 15–0–0                                                                             | Ситуація в Сомалі |
| 2409 [Архівовано 9 грудня 2018 у Wayback Machine.]     | 28 березня 2018   | 15–0–0                                                                             | Ситуація щодо Демократичної Республіки Конго                                                                                            |
| 2410 [Архівовано 3 січня 2019 у Wayback Machine.]      | 10 квітня 2018    | 13–0–2 (Утрималися: КНР, Росія)                                                    | Питання, що стосується Гаїті (MINUJUSTH)                                                                                                |
| 2411 [Архівовано 3 січня 2019 у Wayback Machine.]      | 13 квітня 2018    | 15–0–0                                                                             | Звіти Генерального секретаря про Судан і Південний Судан                                                                                |
| 2412 [Архівовано 3 січня 2019 у Wayback Machine.]      | 23 квітня 2018    | 15–0–0                                                                             | Звіти Генерального секретаря про Судан і Південний Судан                                                                                |
| 2413 [Архівовано 3 січня 2019 у Wayback Machine.]      | 26 квітня 2018    | 15–0–0                                                                             | Постконфліктне миробудування |
| 2414 [Архівовано 17 грудня 2018 у Wayback Machine.]    | 27 квітня 2018    | 12–0–3 (Утрималися: КНР, Ефіопія, Росія)                                           | Ситуація щодо Західної Сахари |
| 2415 [Архівовано 3 січня 2019 у Wayback Machine.]      | 15 травня 2018    | 15–0–0                                                                             | Ситуація в Сомалі |
| 2416 [Архівовано 3 січня 2019 у Wayback Machine.]      | 15 травня 2018    | 15–0–0                                                                             | Звіти Генерального секретаря про Судан і Південний Судан                                                                                |
| 2417 [Архівовано 3 січня 2019 у Wayback Machine.]      | 24 травня 2018    | 15–0–0                                                                             | Захист цивільних осіб у збройних конфліктах                                                                                             |
| 2418 [Архівовано 8 грудня 2018 у Wayback Machine.]     | 31 травня 2018    | 9–0–6 (Утрималися: Болівія, КНР, Екваторіальна Гвінея, Ефіопія, Казахстан, Росія)  | Звіти Генерального секретаря про Судан і Південний Судан                                                                                |
| 2419 [Архівовано 27 грудня 2018 у Wayback Machine.]    | 6 червня 2018     | 15–0–0                                                                             | Підтримка міжнародного миру і безпеки                                                                                                   |
| 2420 [Архівовано 27 грудня 2018 у Wayback Machine.]    | 11 червня 2018    | 15–0–0                                                                             | Ситуація в Лівії |
| 2421 [Архівовано 18 грудня 2018 у Wayback Machine.]    | 14 червня 2018    | 15–0–0                                                                             | Ситуація щодо Іраку |
| 2422 [Архівовано 4 січня 2019 у Wayback Machine.]      | 27 червня 2018    | 15–0–0                                                                             | Міжнародний кримінальний трибунал для колишньої Югославії                                                                               |
| 2423 [Архівовано 7 липня 2018 у Wayback Machine.]      | 28 червня 2018    | 15–0–0                                                                             | Ситуація в Малі |
| 2424 [Архівовано 27 грудня 2018 у Wayback Machine.]    | 29 червня 2018    | 15–0–0                                                                             | Ситуація щодо Демократичної Республіки Конго                                                                                            |
| 2425 [Архівовано 15 серпня 2018 у Wayback Machine.]    | 29 червня 2018    | 15–0–0                                                                             | Звіти Генерального секретаря про Судан і Південний Судан                                                                                |
| 2426 [Архівовано 9 грудня 2018 у Wayback Machine.]     | 29 червня 2018    | 15–0–0                                                                             | Ситуація на Середньому Сході |
| 2427 [Архівовано 17 грудня 2018 у Wayback Machine.]    | 9 липня 2018      | 15–0–0                                                                             | Діти і збройні конфлікти |
| 2428 [Архівовано 27 грудня 2018 у Wayback Machine.]    | 13 липня 2018     | 9–0–6 (Утрималися: Болівія, КНР, Екваторіяальна Гвінея, Ефіопія, Казахстан, Росія) | Звіти Генерального секретаря про Судан і Південний Судан                                                                                |
| 2429 [Архівовано 27 грудня 2018 у Wayback Machine.]    | 13 липня 2018     | 15–0–0                                                                             | Звіти Генерального секретаря про Судан і Південний Судан                                                                                |
| 2430 [Архівовано 29 липня 2018 у Wayback Machine.]     | 26 липня 2018     | 15–0–0                                                                             | Поновлення КВСООНПМК до 31 січня 2019 року                                                                                              |
| 2431 [Архівовано 3 січня 2019 у Wayback Machine.]      | 30 липня 2018     | 15–0–0                                                                             | Поновлення AMISOM до 31 січня 2019 року                                                                                                 |
| 2432 [Архівовано 9 грудня 2018 у Wayback Machine.]     | 30 серпня 2018    | 15–0–0                                                                             | Ситуація в Малі |
| 2433 [Архівовано 18 грудня 2018 у Wayback Machine.]    | 30 серпня 2018    | 15–0–0                                                                             | Розширення UNIFIL |
| 2434 [Архівовано 27 грудня 2018 у Wayback Machine.]    | 13 вересня 2018   | 15–0–0                                                                             | Розширення Миротворчої місії ООН в Лівії                                                                                                |
| 2435 [Архівовано 27 грудня 2018 у Wayback Machine.]    | 13 вересня 2018   | 15–0–0                                                                             | Розширення Контрольної місії ООН в Колумбії                                                                                             |
| 2436 [Архівовано 3 січня 2019 у Wayback Machine.]      | 21 вересня 2018   | 15–0–0                                                                             | Миротворчі операції ООН |
| 2437 [Архівовано 3 січня 2019 у Wayback Machine.]      | 3 жовтня 2018     | 15–0–0                                                                             | Підтримка міжнародного миру і безпеки                                                                                                   |
| 2438 [Архівовано 3 січня 2019 у Wayback Machine.]      | 11 жовтня 2018    | 15–0–0                                                                             | Звіти Генерального секретаря про Судан і Південний Судан                                                                                |
| 2439 [Архівовано 4 січня 2019 у Wayback Machine.]      | 30 жовтня 2018    | 15–0–0                                                                             | Ситуація щодо Демократичної Республіки Конго                                                                                            |
| 2440 [Архівовано 7 січня 2019 у Wayback Machine.]      | 31 жовтня 2018    | 12–0–3 (Утрималися: Болівія, Ефіопія, Росія)                                       | Ситуація в Західній Сахарі |
| 2441 [Архівовано 12 грудня 2018 у Wayback Machine.]    | 5 листопада 2018  | 13–0–2 (Утрималися: КНР, Росія)                                                    | Ситуація в Лівії |
| 2442 [Архівовано 6 січня 2019 у Wayback Machine.]      | 6 листопада 2018  | 15–0–0                                                                             | Ситуація в Сомалі |
| 2443 [Архівовано 4 січня 2019 у Wayback Machine.]      | 6 листопада 2018  | 15–0–0                                                                             | Ситуація в Боснії і Герцеговині |
| 2444 [Архівовано 4 січня 2019 у Wayback Machine.]      | 14 листопада 2018 | 15–0–0                                                                             | Ситуація в Еритреї |
| 2445 [Архівовано 3 січня 2019 у Wayback Machine.]      | 15 листопада 2018 | 15–0–0                                                                             | Звіти Генерального секретаря про Судан і Південний Судан                                                                                |
| 2446 [Архівовано 17 листопада 2018 у Wayback Machine.] | 15 листопада 2018 | 15–0–0                                                                             | Розширення Міжнародної інтегрованої місії зі стабілізації ООН в Центральноафриканській Республіці                                       |
| 2447 [Архівовано 18 грудня 2018 у Wayback Machine.]    | 13 грудня 2018    | 15-0-0                                                                             | Миротворчі операції ООН |
| 2448 [Архівовано 18 грудня 2018 у Wayback Machine.]    | 13 грудня 2018    | 13-0-2                                                                             | Ситуація в Центральноафриканській Республіці                                                                                            |
| 2449 [Архівовано 18 грудня 2018 у Wayback Machine.]    | 13 грудня 2018    | 13-0-2 (Утрималися: КНР, Росія)                                                    | Ситуація на Середньому Сході |
| 2450 [Архівовано 26 січня 2019 у Wayback Machine.]     | 21 грудня 2018    | 15–0–0                                                                             | Розширення Зони Сил ООН по нагляду за роз'єднанням                                                                                      |
| 2451                                                   | 21 грудня 2018    | 15–0–0                                                                             | Ситуація на Середньому Сході |
| 2452                                                   | 16 січня 2019     | 15–0–0                                                                             | Створення Місії Організації Об'єднаних Націй для підтримки Ходейдської Угоди                                                            |
| 2453 [Архівовано 15 березня 2019 у Wayback Machine.]   | 30 січня 2019     | 15-0-0                                                                             | Ситуація на Кіпрі |
| 2454 [Архівовано 20 березня 2019 у Wayback Machine.]   | 31 січня 2019     | 15-0-0                                                                             | Ситуація в Центральноафриканській Республіці                                                                                            |
| 2455 [Архівовано 6 березня 2019 у Wayback Machine.]    | 7 лютого 2019     | 15-0-0                                                                             | Доповіді Генерального секретаря про Судан і Південний Судан                                                                             |
| 2456 [Архівовано 14 березня 2019 у Wayback Machine.]   | 26 лютого 2019    | 15-0-0                                                                             | Ситуація на Середньому Сході |
| 2457 [Архівовано 16 березня 2019 у Wayback Machine.]   | 27 лютого 2019    | 15-0-0                                                                             | Співпраця між Організацією Об'єднаних Націй та регіональними та субрегіональними організаціями в підтримці міжнародного миру та безпеки |
| 2458 [Архівовано 6 березня 2019 у Wayback Machine.]    | 28 лютого 2019    | 15-0-0                                                                             | Ситуація у Гвінеї-Бісау |